# Vlčnovské búdy

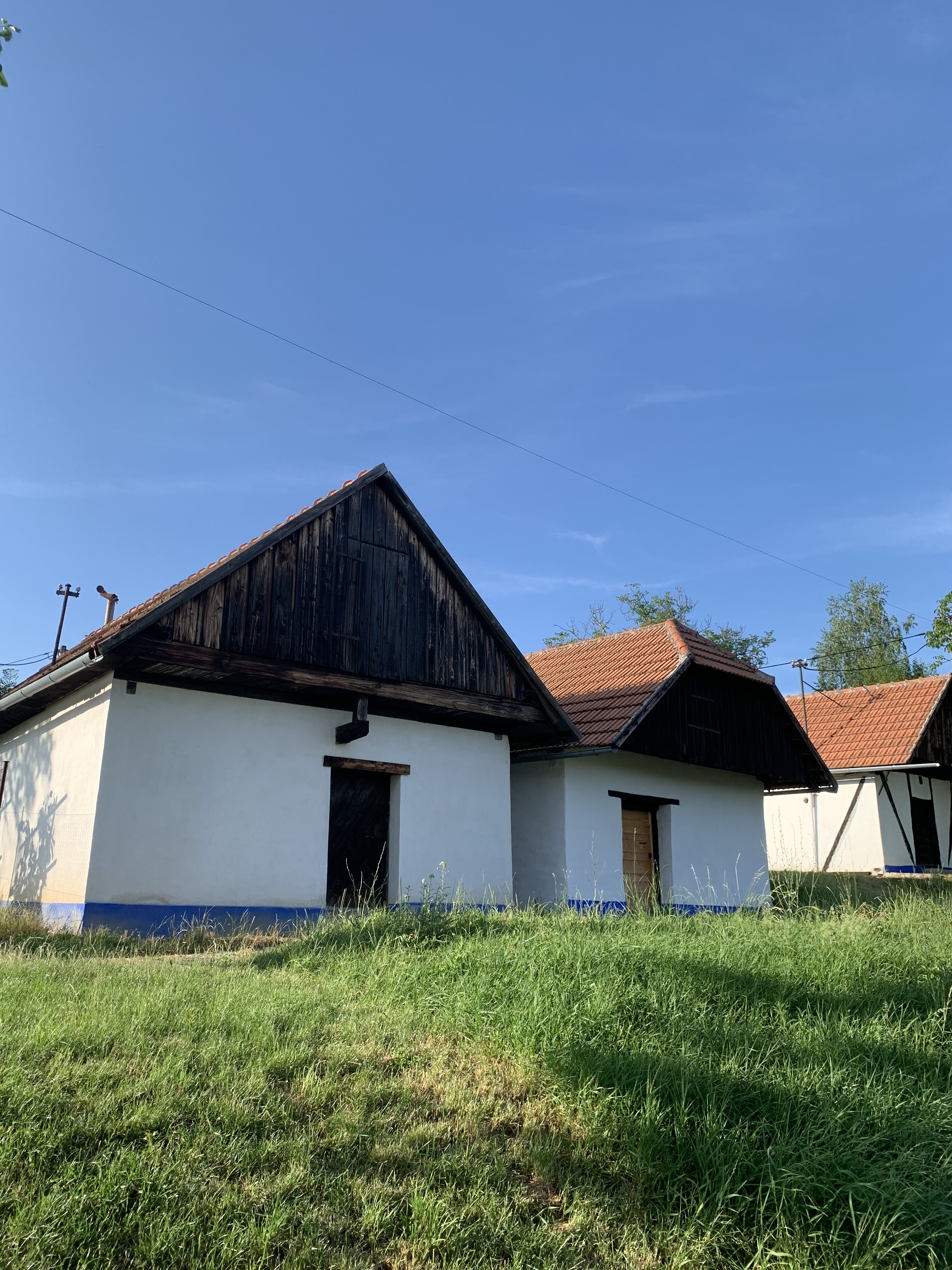
Vlčnovské búdy

Vlčnovské búdy (Vesnická památková rezervace Vlčnov-Kojiny) jsou vesnickou památkovou rezervací nacházející se severně od obce Vlčnov. Tvoří ji souhrn třiceti pěti nadzemních vinohradnických staveb (búd), což ji v tomto druhu činí největší v Česku. Třicet těchto staveb spolu s  územím rezervace jsou také památkově chráněné.

## Historie
První zmínka o vlčnovských búdách pochází z roku 1544, které ale byly všechny postupně nahrazeny tzv. „tlučenicemi“. Od 19. století se začal stavět třetí druh búd. Jako vesnická památková rezervace byly zapsané v roce 1995. 

## Charakteristika
Búdy jsou typické modrým obrovnáním a bílou omítkou. Nejstarší búdy jsou vystavěné z udusané hlíny, nejnovější jsou už z pálených a nepálených cihel. Interiér tvoří dvě místnosti - větší ve předu, která slouží jako lisovna a menší vzadu, kde se víno skladuje. 

## Název
Vzhledem k tomu, že se jedná o nadzemní stavby, nebyl zaveden název sklep ale búdy.

## Galerie

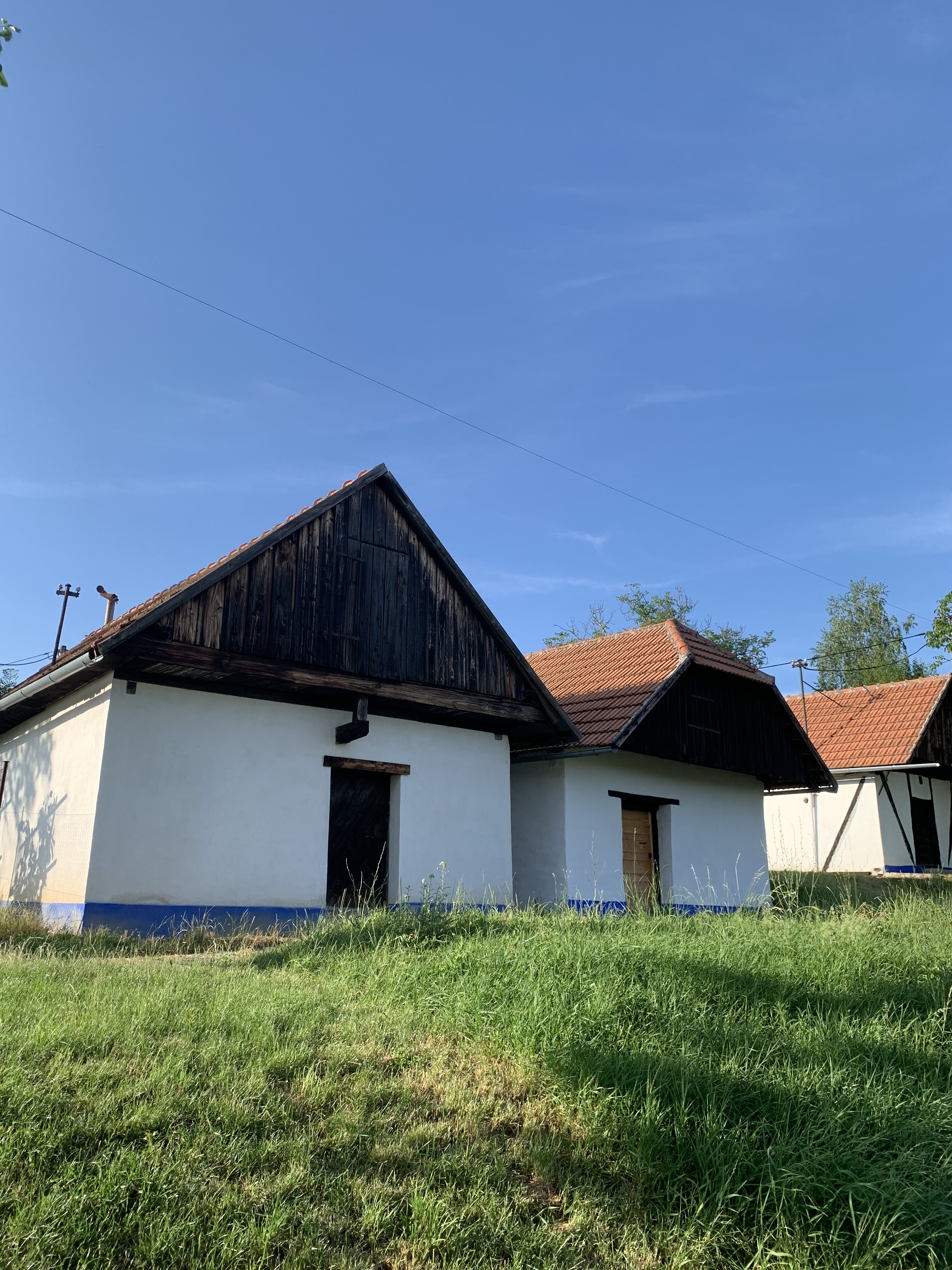
Pohled na vlčnovské búdy z jihozápadu
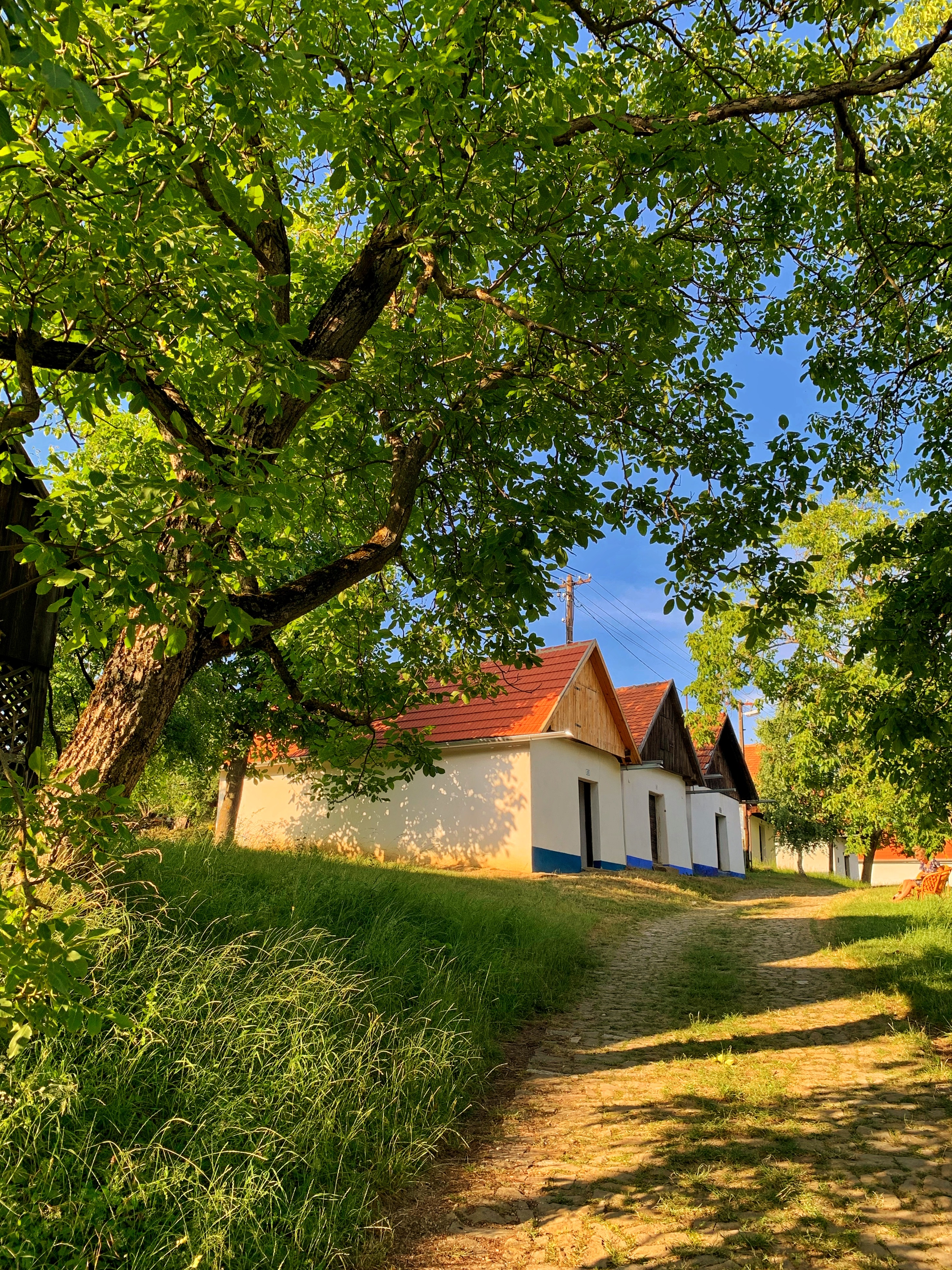
Vlčnovské búdy
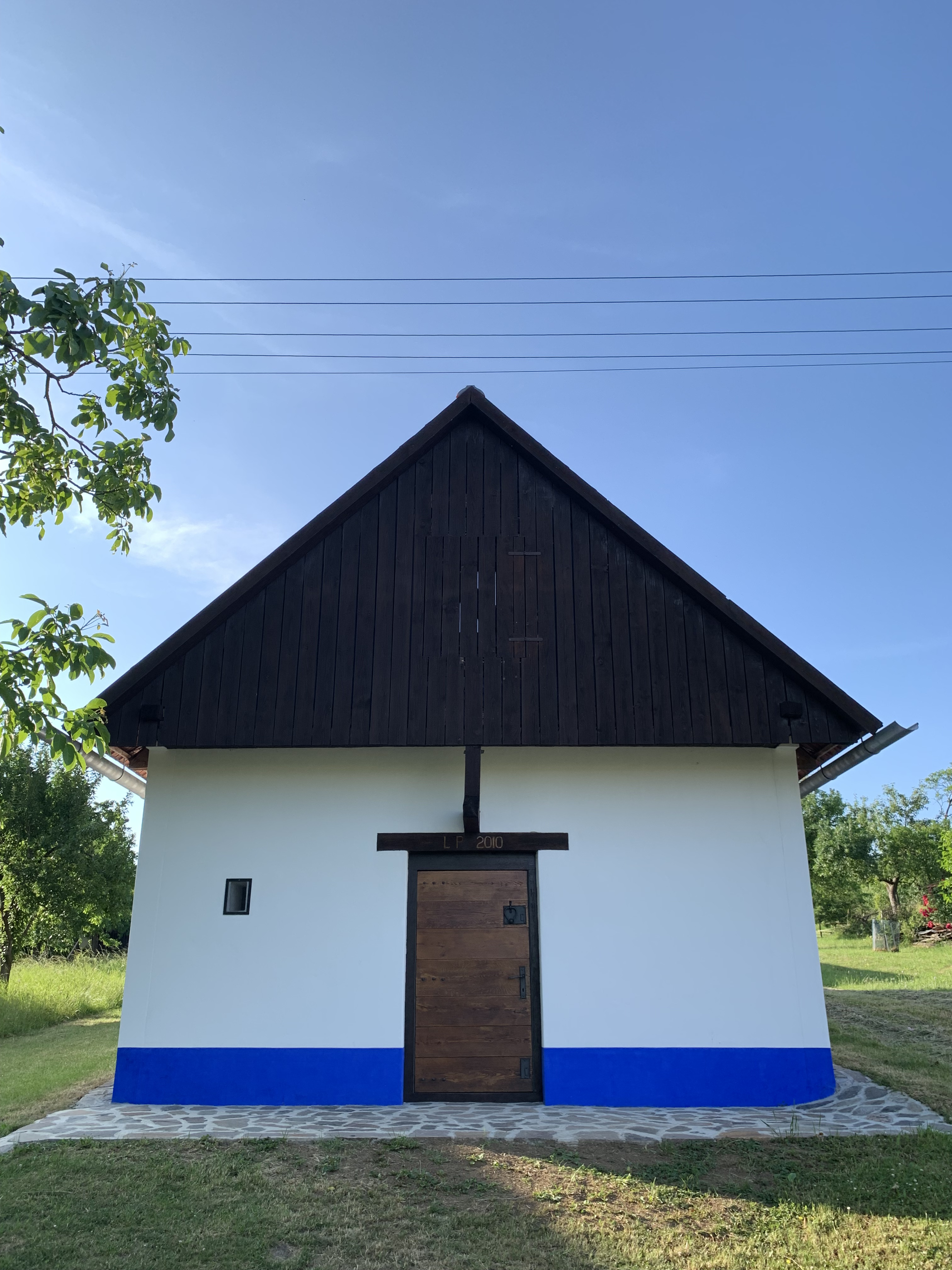
Jedna z vlčnovské búdy
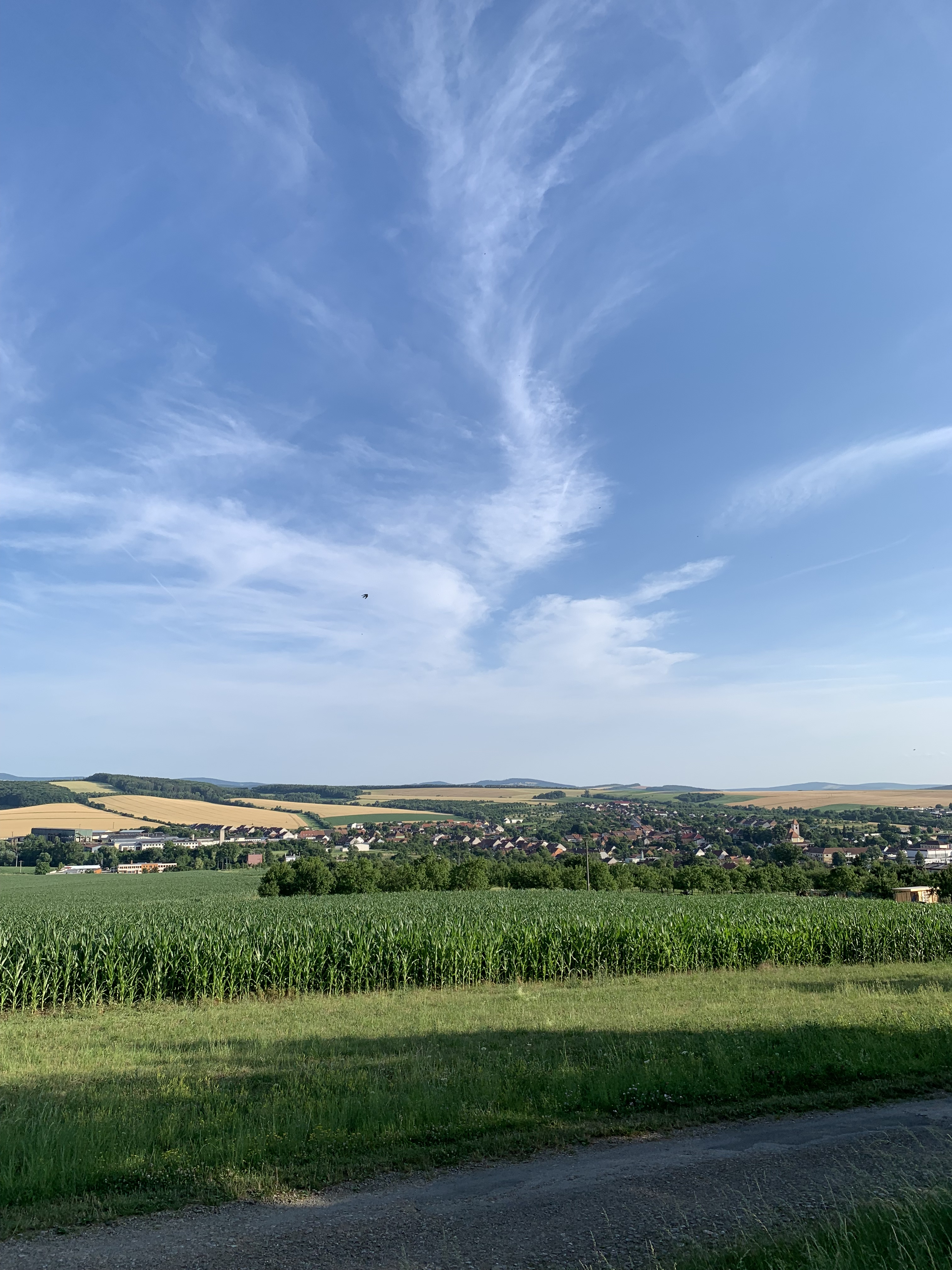
Vlčnov od směrem od Vlčnovských búd
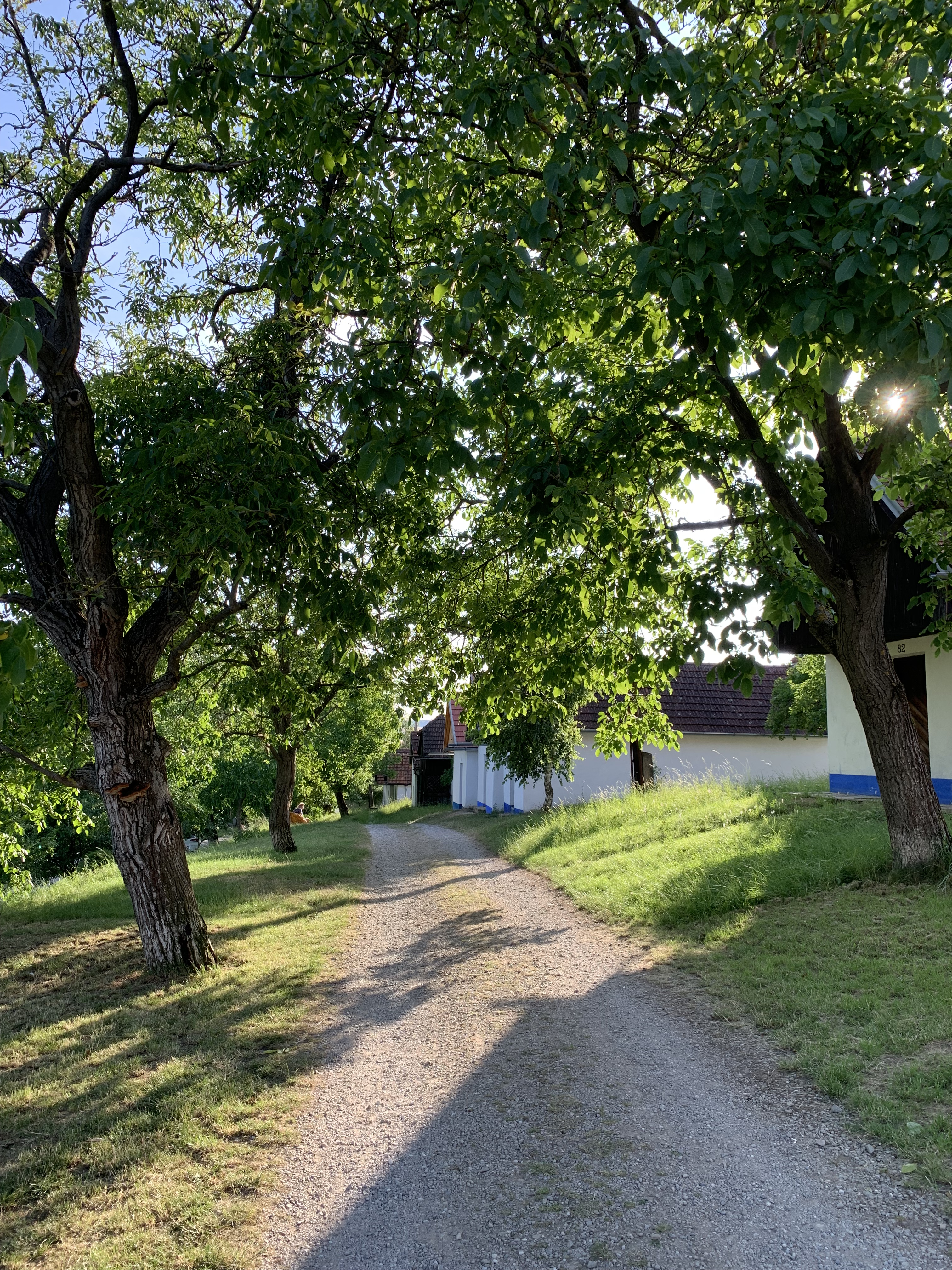
Pohled na vlčnovské búdy ze severovýchodu